# Želimir Maštrović
Želimir Maštrović (Osijek, 18. srpnja 1940.), hrvatski liječnik fizijatar i reumatolog, "dobri duh grada Zadra", veliki humanitarac i istraživač povijesnih znamenitosti zadarske Brodarice, istraživač zadarske Sfinge i njezine povijesti.

## Životopis
Rodio se od oca Vjekoslava i majke Štefice r. Maretić. Braća su mu Zdeslav i Tihomil.
Rodio se u Osijeku. U Zagrebu živio tijekom 1944./45. te od lipnja 1945. do danas u Zadru - Brodarici. U Zadru je završio pučku školu i gimnaziju. 1960. je upisao Medicinski fakultet u Zagrebu. Magistrirao radom Kronične reumatske bolesti i izostanci s posla u radnica dviju zadarskih tvornica [Adria-Bagat] kod mentora Theodora Dürrigla. Specijalizirao fizikalnu medicinu i rehabilitaciju. Primarijat od 1986. godine. Stručno se usavršavao na MF MF Sveučilišta u Zagrebu, poslijediplomski studij: javno zdravstvo (1973. – 1974.); poslijediplomski studij: reumatologija (1978. – 1979.); epidemiologija reumatskih bolesti (1982.); fizikalna medicina i rehabilitacija (1984.); zatim: psihički problemi i psihološka pomoć žrtvama rata, Zadar (1998); upalne i degenerativne reumatske bolesti, Šibenik (1998.) i dr. Radio u Medicinskom centru Zadar, bio je liječnik opće medicine na Ugljanu te ambulanti “Arbanasi-Jazine”, Općoj bolnici MC Zadar.
Dužnosnik Hrvatskoga reumatološkog društva. Član Nadzornog odbora od 1996. do 2000. Član uredničkog vijeća časopisa Reumatizam, službenog glasila Hrvatskoga reumatološkog društva Hrvatskoga liječničkog zbora.
Medicinski interes dr. Maštrovića su fizijatrija, reumatologija, javno zdravstvo, balneologija, zdravstveni turizam.
Vijećnik Mjesnog odbora Brodarica, autor web stranice brodaricazadarmastrovic.net, borac za očuvanja važnih materijalnih dokaza pomorske tradicije Brodarice i Zadra.
U Bitka na Neretvi glumio je mladog liječnika i vojnika. Uloga ga je dopala po kazni. U Novom Sadu je završio školovanje u Sanitetskoj školi za liječnike postrojbi JNA. Prosinca 1967. su on i još četvorica poznatih zadarskih liječnika odlučili otići kući za Božić i Novu Godinu prije nego što se vrate u postrojbu, a to je tad bilo vrlo kažnjivo. Kad se vratio u Mostar odmah je "deportiran" autobusom na mjesto snimanja filma, lokacija Karamustafić, podno Makljena. Nekoliko je puta intervenirao i sanirao ozlijeđene i razboljele glumce. Za nagradu je poslije snimanja prebačen je u Kumbor. No, na nesreću, skraćenje vojnog roka nije mogao iskoristiti, jer se zbila sovjetska intervencija u Čehoslovačkoj pa mu je produžen vojni rok.
Član brojnih strukovnih organizacija. Član Matice hrvatske ogranak Nin.

## Nagrade
Dobitnik brojnih medicinskih nagrada, Spomenice Domovinskog rata, Brončane plakete za umjetničku fotografiju 1. klupske izložbe Kinofoto kluba Zadar i Priznanja HNS-ove Političke akademije za najuspješnijeg izabranog vijećnika u prošlom mandate.
Kandidiran 2016. za Nagradu Grada Zadra za životno djelo.